# Neurophruda
Neurophruda és un gènere monotípic d'arnes de la família Crambidae. Conté només una espècie, Neurophruda daulialis, que es troba a l'Índia.